# Gnome Lambda
Lo Gnome 7 Lambda era un motore aeronautico rotativo a sette cilindri raffreddati ad aria, sviluppato dall'azienda francese Société Des Moteurs Gnome e prodotto, oltre che in Francia dalla successiva realtà aziendale Gnome et Rhône, su licenza anche nel Regno Unito, negli anni dieci del XX secolo.
Accreditato di una potenza nominale pari a 80 CV (59 kW) per una cilindrata di 12 litri, anche se in pratica non risulta essere stato in grado di raggiungerla, il Lambda a sette cilindri equipaggiò una notevole quantità di modelli di produzione britannica e francese utilizzati durante la prima guerra mondiale.
In Gran Bretagna vennero prodotte poco meno di 1 000 unità, la maggior parte (967) dalla Daimler Motor Company di Coventry. Venne inoltre realizzata una sua variante a 14 cilindri doppia stella conosciuta come Gnome 14 Lambda-Lambda.
Nell'allora Impero tedesco, la Motorenfabrik Oberursel produsse su licenza il sette cilindri come Oberursel U.0 ed in seguito sviluppò un quattordici cilindri, copia non autorizzata del 14 Lambda-Lambda, con la designazione Oberursel U.III.

## Varianti
Gnome 7 Lambda
versione sette cilindri a singola stella.
Gnome 7 Lambda (corsa lunga)
versione sette cilindri a singola stella caratterizzato da un incremento della misura della corsa portata a 145 mm (5.7 in) per aumentare il rapporto di compressione a 3,87:1.
Gnome 14 Lambda-Lambda
versione quattordici cilindri a doppia stella, ottenuta riutilizzando i cilindri del 7 Lambda posti su due file. Potenza erogata 160 hp (120 kW).

## Velivoli utilizzatori

### Gnome 7 Lambda
Lista ricavata da Lumsden.
- Avro 504
- Blackburn Type I
- Bleriot Parasol
- Blériot XI
- Bristol Boxkite
- Bristol Gordon England G.E.3
- Bristol-Coanda Monoplanes
- Bristol-Coanda Biplane
- Bristol Scout
- Caudron G.3
- Deperdussin Type B
- Dunne D.8
- Henry Farman F.20

- Grahame-White G.W.15
- L & P 4
- Lowe Marlburian
- Nieuport IVG
- Nieuport 10
- Radley-England Waterplane
- Royal Aircraft Factory B.E.3
- Royal Aircraft Factory B.E.4
- Royal Aircraft Factory B.E.8
- Royal Aircraft Factory B.S.1
- Royal Aircraft Factory S.E.2
- Royal Aircraft Factory S.E.2

- Royal Aircraft Factory S.E.4
- Short S.37
- Short S.38
- Short S.41
- Short S.60
- Short S.70
- Sopwith Gordon Bennett Racer
- Sopwith Pup
- Sopwith Sociable
- Sopwith Tabloid
- Sopwith Three-Seater
- Vickers No.8 Monoplane

### Gnome 14 Lambda-Lambda
- Avro 510
- Royal Aircraft Factory S.E.4
- Short S.63
- Short S.64
- Short S.70
- Short S.74
- Short S.80
- Short S.81
- Short S.82

## Esemplari attualmente esistenti
Un originale Gnome 7 Lambda equipaggia la replica del Sopwith Tabloid esposto nella Grahame-White hall del Royal Air Force Museum London.
Un altro è esposto nella struttura del Musée SNECMA di Melun-Villaroche, Francia.